# 原皮質
 原皮質（英語：Archicortex），别名原皮層。為大腦皮質中最古老的部分。根據演化史，大腦皮層分為新皮層與異源皮層，後者包含古皮层與原皮质。在人類的大腦中，原皮質組成了海馬體的三層皮質，此外，原皮質亦存在於人類大腦的嗅覺系統。 